# Salix xizangensis
Salix xizangensis là một loài thực vật có hoa trong họ Liễu. Loài này được Y.L. Chou miêu tả khoa học đầu tiên năm 1979.